# Movimento de Campesinos de Santiago del Estero
Die Movimento de Campesinos de Santiago del Estero (MOCASE, deutsch: Bewegung der Bauern von Santiago del Estero) ist eine Bauernbewegung in Argentinien.

## Geschichte
Zu ersten Zusammenschlüssen von Bauern in der Provinz Santiago del Estero kam es nach dem Ende der Militärdiktatur in Argentinien 1982, bereits damals war es notwendig für die Landbevölkerung sich gegen Vertreibungsversuche zur Wehr zu setzen. Während in Buenos Aires offiziell Demokratie herrschte, sah die Lage auf dem Land nach dem Sturz der Diktatur anders aus. Mit ungebrochener Kontinuität herrschte in Santiago del Estero der Clan Carlos Juárez, der Polizei, Justiz und viele Privatfirmen in der Provinz kontrollierte, dies bedeutete für die dort lebende Bevölkerung die praktische Fortsetzung der Diktatur. 1986 gründete sich in Jurys der erste Zusammenschluss der Campesinos, die „El Grito de los Juries“, welcher als Vorgruppe der späteren Mocase gesehen werden kann. 1989 kommt es zur Gründung der „Cooperativa Union Campesina“ eine Genossenschaft, die den kleinbäuerlichen Familien ökonomischen Rückhalt bieten soll und ihre Position im Kampf gegen Großgrundbesitzer und korrupte Regierung stärken sollte. Die Cooperativa vergibt Kredite, kauft Saatgut und Kühe, sie bildet den ökonomischen Stützpfeiler der organisierten Kleinbauern.
Schließlich wird 1990 die MOCASE (Bewegung der Campesinos Santiago del Esteros) gegründet, deren vorrangiges Ziel die Verteidigung des Landes und der Lebensart der Campesinos ist. Mit dieser Organisation haben die Campesinos ein Mittel geschaffen um der Vereinzelung und Vertreibung entgegenzutreten. So kann die Mocase in den folgenden Jahren mehrfach Räumungen verhindern, führt Entzaunungsaktionen durch und betreibt politische Lobbyarbeit,  Die Mitglieder der Mocase sind über den gesamten Zeitraum starker staatlicher Repression ausgesetzt, so werden mehrere Mitglieder verhaftet und es kommt zu parapolizeilichen Einschüchterungsversuchen gegen Familien auf dem Land.
Nach dem Tod von Zenon Felipe Ledesma, Mitbegründer und einer der Köpfe der Mocase, im Januar 2001 kommt es in der Organisation zu einer Krise, welche in der Spaltung über der Frage der zukünftigen Entscheidungsfindung der Mocase im November desselben Jahres gipfelt.
Die Spaltung der MOCASE in zwei Gruppen bedeutete jedoch nicht das Ende der Bewegung, sondern erleichterte in vielerlei Hinsicht die Organisation und Entscheidungsfindung innerhalb der Bewegung.
Inzwischen sind in der MOCASE etwa 9.000 Familien organisiert, bei einer durchschnittlichen Familiengröße von sieben Personen also etwa 63.000 Menschen, bei einer Gesamtprovinzbevölkerung von 805.000 Menschen (2001), eine enorme Zahl, besonders in Anbetracht der Organisationsprobleme aufgrund fehlender Infrastruktur in den ländlichen Gebieten und mangelnder finanzieller Mittel.

## Mitgliedsorganisationen
In der Mocase sind verschiedene Kooperativen und Aktionsgruppen koordiniert. Sie stellt quasi eine Dachkooperation dar, die sich sowohl den einzigen gemeinsamen Anwalt teilt, als auch gemeinsame Demonstrationen etc. plant. Die ihr angehörigen Gruppen sind jedoch in sich autonom und können selbstständig entscheiden. Im Gegensatz zu eher bürokratisch veranlagten Kooperativen sind Aktionsgruppen wie die „Mesa de Tierra“ auf die Landverteidigung spezialisiert. Sie haben es sich zur Aufgabe gemacht, die verschiedenen kleinen Gruppen die schon vorhanden sind in ihrer Gegend (Figeroa) miteinander in Verbindung zu bringen, als auch neue Gruppen zu gewinnen und so die Mocase ständig zu erweitern, sowie in Konfliktsituationen beizustehen und direkt vor Ort aktiv zu werden, z. B. durch sogenannte „Entzaunungen“ und Besetzungen von räumungsbedrohten Grundstücken.
Beide Formen von Gruppen vereinen sich in der Mocase und halten monatliche Versammlungen (Zwei Delegierte aus jeder Region/Gruppe) in der Hauptstadt Santiago del Estero ab.
2001 gab es dabei eine Spaltung in zwei Teile aufgrund von internen Streitigkeiten zwischen Gruppierungen, die sich um die finanziell starke Ortsgruppe von Quimili und der „Gründungsgruppe“ und Kooperative von Jurys scharten. Die heute größere Gruppe umfasst inzwischen 13 Regionalgruppen, die insgesamt ca. 7000 Familien repräsentieren. Die „kleinere Mocase“ (und gleichzeitig finanziell stärkere) umfasst 3 Regionen mit noch einmal ca. 2000 Familien. Heute arbeiten beide Gruppen parallel, wobei es in Figeroa (der Region nahe Quimili) oft viel diplomatisches Geschick bedarf um den Streit nicht erneut los zu treten und der anderen Gruppe etwa Leute „abzuwerben“.

## Vernetzung
Vor allem der kleinere Teil ist, aufgrund seiner finanziellen Stärke, in internationalen Netzwerken wie Via Campesina und der lateinamerikanischen Vereinigung der Landarbeiter (CLOC) vertreten und besucht regelmäßig internationale Vernetzungstreffen wie das Weltsozialforum. Er ist zudem in Kontakt mit Gruppen in Europa, woher auch die finanzielle Stärke dieser Gruppe herrührt, ein großer Teil ihrer Einnahmen besteht aus Spenden von europäischen Solidaritäts-Gruppen.
Der andere Teil würde auch gerne auf dem WSF und ähnlichem vertreten sein, jedoch reichen die Finanzmittel meist nicht aus. Ihre Vernetzung besteht hauptsächlich aus Gesprächen mit der Agrargewerkschaft Federacion Agraica, deren Räumlichkeiten sie nutzen dürfen, sowie mit dem unabhängigen Nachrichtennetzwerk Indymedia über deren Regionalgruppe. Darüber hinaus besteht eine lose Zusammenarbeit mit der Lokalgruppe der internationalen Umweltschutzorganisation Greenpeace.
Die Kooperativen nehmen auch staatliche Hilfe in Anspruch und beantragen Fördergelder verschiedener Institutionen.
Trotz der Teilung in zwei Organisationen arbeiten diese auch häufig zusammen und beteiligen sich z. B. an gemeinsamen Demonstrationen.

## Ziele
Dass die Mocase keine homogene Bauernbewegung ist lässt sich schnell anhand ihrer unterschiedlichen Zielsetzung feststellen. Einigkeit besteht in der Notwendigkeit der Verteidigung des Landes, der Weide- und Ackerflächen vor Agrarunternehmen, die ihnen den Landbesitz sowohl gerichtlich als auch mit Gewalt (paramilitärische Einsatztrupps und gewaltsame Räumungen durch die Polizei mit Hilfe von strittigen Räumungstiteln) streitig machen.
Während in der Gegend von Jurys der Privatbesitz (und die damit verbundene Aufteilung des Landes in Privatparzellen) im Laufe der Jahre weitestgehend akzeptiert ist und es eher um die Verteidigung der noch sich in Eigenbesitz befindlichen / bewohnten Parzellen geht, sieht das in Figeroa schon anders aus. Dort wird der Privatbesitz von Land an sich in Frage gestellt und versucht, jegliche Aufteilung des Landes zu verhindern und in Kollektivbesitz zu lassen – daher auch sind Aktionen wie das „Entzaunen“ (niederreissen von Zäunen) so wichtig für die Bewegung.
Dafür sind der Aufbau einer eigenen Infrastruktur (Wasser, Straßen, Strom, Telefon, gemeinsame Traktoren, Sammel- und Weiterverarbeitungsanlagen) in den Gegenden mit Kooperativen weiter fortgeschritten – es wurden sogar schon Jugendliche nach Kuba geschickt, um dort Jura oder Medizin zu studieren und so später die Mocase zu unterstützen und eine eigene Gesundheitsversorgung  aufzubauen.
Einig ist auch die Selbstverwaltung und der Versuch, abseits vom Staat in Eigeninitiative die Mitglieder fortzubilden. Dabei spielt auch die Bekämpfung des „machismo“ eine große Rolle.

## Identitäts- und Oppositionsprinzipien
Die Selbstidentifikation der „Campesinos“ findet über die indigene Abstammung und die kleinbäuerliche Lebensweise statt. Allgemein wird der Prozess der Kolonialisierung Latein Amerikas kritisch betrachtet. Im Rahmen der MOCASE wird versucht diese negative „Opfer Identität“ positiv umzukehren, indem die eigene Situation erkannt und bewusst verändert wird.
Dabei wird bei der Mocase versucht, diese zunächst negative Identität in eine positive umzuwandeln, indem der organisierte Campesino diese Unterdrückung erkennt und sich dagegen wehrt.
Für die „Mesa de Tierra“ beispielsweise verläuft dies in zwei Stufen:
In der ersten Stufe soll ein Bewusstsein für das Recht auf Besitz des bewohnten Landes geweckt werden, welches selbst in der Provinzverfassung von Santiago del Estero verankert ist. In der zweiten Stufe wird, wie unter Ziele beschrieben, die direkte Verteidigung des angestammten Bodens sowie die Umsetzung des theoretischen Rechts auf Besitz angestrebt.
Klare Feinde der Kleinbauern sind in erster Linie die multinationalen Agrarunternehmen, da sie es sind, welche das Land von der Regierung kaufen, die Räumungen erklagen und auf den geräumten Ländereien den Wald roden um dann dort Soja anzubauen. Von der Mocase wird darüber hinaus auch der Staat als Feind angesehen, als die korrupte Fortführung der argentinischen Militärdiktatur auf provinzieller Ebene. Dies begründet sie darin, dass bis 2004 der Clan Juarez mit einem klientelistischen Netzwerk über Polizei, Gerichte und Regierung geherrscht hat und dabei unterstützt wurde von Nestor Ick, Besitzer des einzigen Fernsehkanals, der Mehrheit der Radios und Zeitungen, der Wasserwerke und der Bank von Santiago del Estero. Mehrere Polizeichefs wurden aus der Militärdiktatur übernommen, die viele Folterungen zu verantworten haben.
Auch heute wird noch von Folter und polizeilichen Übergriffen berichtet, wie zum Beispiel im Amnesty-International-Jahresbericht 2004. Darüber hinaus müssen sich die Kleinbauern immer wieder auch gegen paramilitärische Kommandos behaupten, die bereits Brunnen vergiftet, Häuser angezündet, Tiere erschossen und Familien verprügelt und bedroht haben.

## Ergebnisse
Die Mocase ist eine relativ junge Bewegung, trotzdem hat sie bereits einiges erreicht. Der Vormarsch der Sojaindustrie und die damit einhergehende Vertreibung der Kleinbauern und Vernichtung des Waldes von Santiago del Estero konnten verlangsamt werden. Durch die Kooperativen konnte auch ein kleiner, aber dennoch spürbarer wirtschaftlicher Aufschwung und Anstieg der sozialen Sicherheit der Mitglieder erreicht werden.
Auch die Fortbildungen und die Ansätze zur Bekämpfung des Machismo scheinen erste Erfolge zu zeigen, durch Fortbildungen speziell für Frauen, dem Schaffen von kleinen Frauenkooperativen und wirtschaftlicher Unterstützung derselben wird versucht, Frauen wirtschaftlich und sozial unabhängiger zu machen.
Durch starke Öffentlichkeitsarbeit und Demonstrationen in der Hauptstadt der Provinz konnten mehrfach politische Gefangene befreit werden wie zum Beispiel im Oktober 2004 die fünf Aktivisten aus Pampa Pozo, welche wenige Tage zuvor festgenommen wurden.
Und trotz der Unterlegenheit von einem gegen dreizehn Anwälte hat die Mocase auch schon gerichtlich Erfolge erzielen können und viele Räumungen mindestens verzögern können. Half auch dies nicht, so sind oft auch gewaltsame Räumungen und Abholzungen des Waldes durch gemeinsame Landbesetzungen erfolgreich abgewehrt worden, Letzteres auch durch Anschläge auf Maschinen.
2004 wurde die Provinzregierung aufgrund von Verwicklungen in einen zweifachen Mord durch Präsident Kirchner abgesetzt, ebenso viele der Richter. Doch die Wahl seines Nachfolgers Zamora  (UCR) 2005 ist kein gutes Zeichen, da er nicht gerade als Gegner Juarez gilt. Auch hat sich die Situation für die Mocase dadurch kaum direkt verändert, da zwar die Maßnahmen des Präsidenten die Hauptstadt betrafen, auf dem Land es aber beim alten geblieben ist. Doch der dadurch erschaffene Erregungskorridor konnte von der Mocase ausgenutzt werden um auch ihre Probleme näher ins öffentliche Licht zu rücken.